# 大峰堂薬品工業
大峰堂薬品工業株式会社（おおみねどうやくひんこうぎょう）は奈良県大和高田市に本社を置く製薬会社。
自社ブランドでの販売も行っているが、大部分が他社へのOEM供給である。

## 会社沿革
- 1900年（明治33年） - 初代である辻利吉が前身の「行者本舗大峯堂　辻利吉」を開く。利吉は薬で得た財産を大峰山龍泉寺や京都醍醐寺へ多額の寄付を行なった。
- 1947年（昭和22年） - 息子である清六が大峰堂薬品工業株式会社として設立し、初代社長となる。
- 1949年（昭和24年） - 配置薬の製造を開始した。
- 1968年（昭和43年） - 漢方プラントの新設を行なった。
- 1977年（昭和52年） - 辻成典が社長となるも急死、妻の滋子が社長に就任する。
- 2000年（平成12年） - 辻将央が社長となり資本金を4000万に増資[1]。現在では医薬品にとどまらず、医薬部外品、保健機能食品、化粧品などの分野へも進出している。